# Butyronitril
Butyronitril ist eine flüssige, auf der Erde nicht natürlich vorkommende chemische Verbindung und das Nitril der Buttersäure.

## Darstellung
Butyronitril kann durch Hydrocyanierung von Propylen mit Blausäure dargestellt werden. Auch die Umsetzung von 1-Propylbromid mit Natriumcyanid oder anderen Alkalicyaniden (Kolbe-Nitrilsynthese) liefert Butyronitril. Die spontane Bildung von Butyronitril aus Butyraldoxim bei dessen Destillation führte 1966 zu einer schweren Explosion.

## Vorkommen
Butyronitril wurde von Astronomen neben Aminoacetonitril und Ethylformiat in einer dichten, heißen Gaswolke in der Sternenentstehungsregion Sagittarius B2 spektroskopisch nachgewiesen.

## Toxizität
Butyronitril kann über die Atemwege, den Verdauungstrakt und besonders über die Haut aufgenommen werden. Bei Vergiftungen zeigen sich ähnliche Symptome wie bei Blausäure, jedoch im Vergleich verzögert.